# Fundación New America
New America Foundation o simplemente New America es una fundación independiente nacida en 1999 como think tank liberal en los Estados Unidos.  La organización tiene doble sede en Washington D. C. y Oakland (California).  Anne-Marie Slaughter es la directora ejecutiva (CEO). 

## Historia

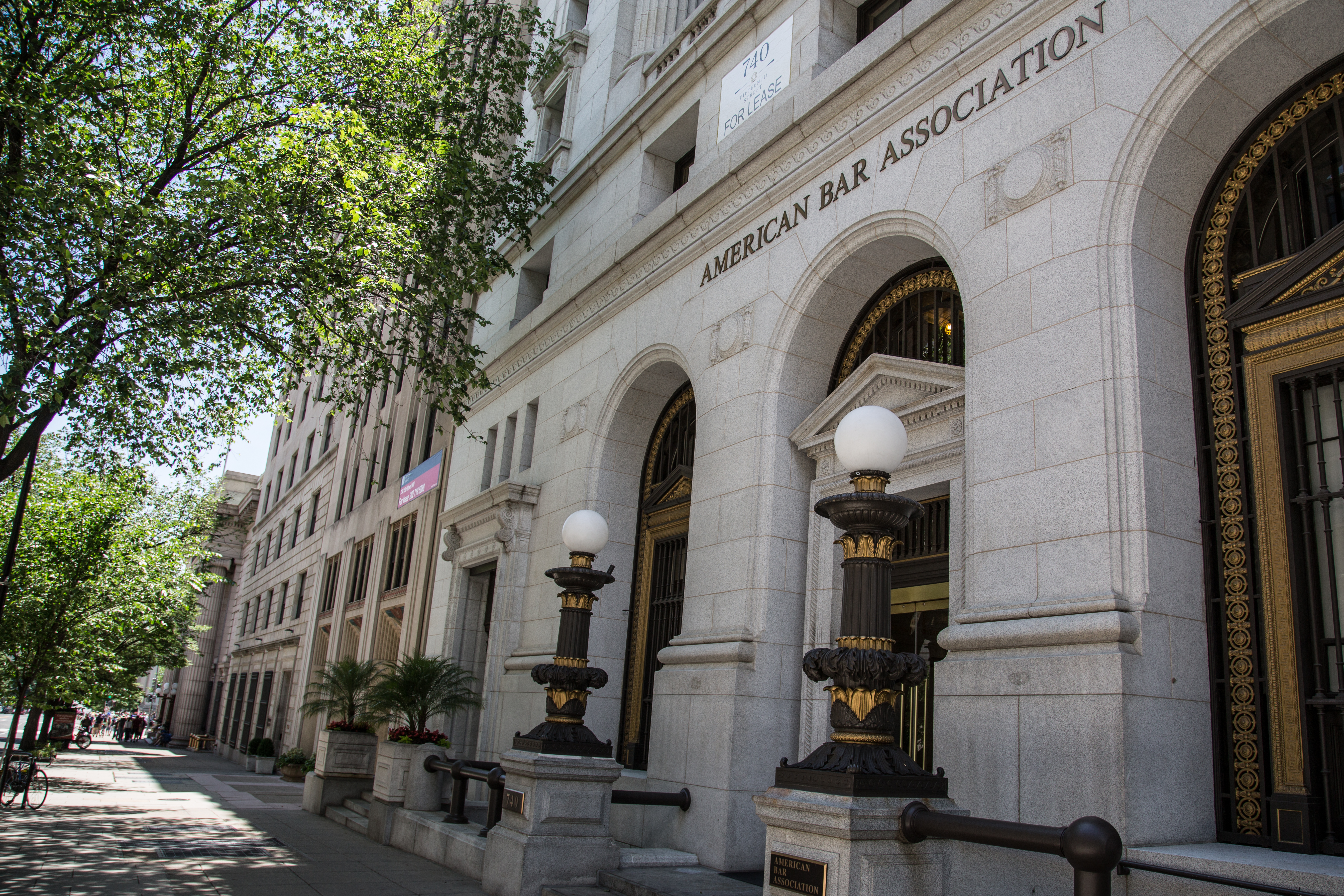
Sede de la Fundación New America en Washington D. C..

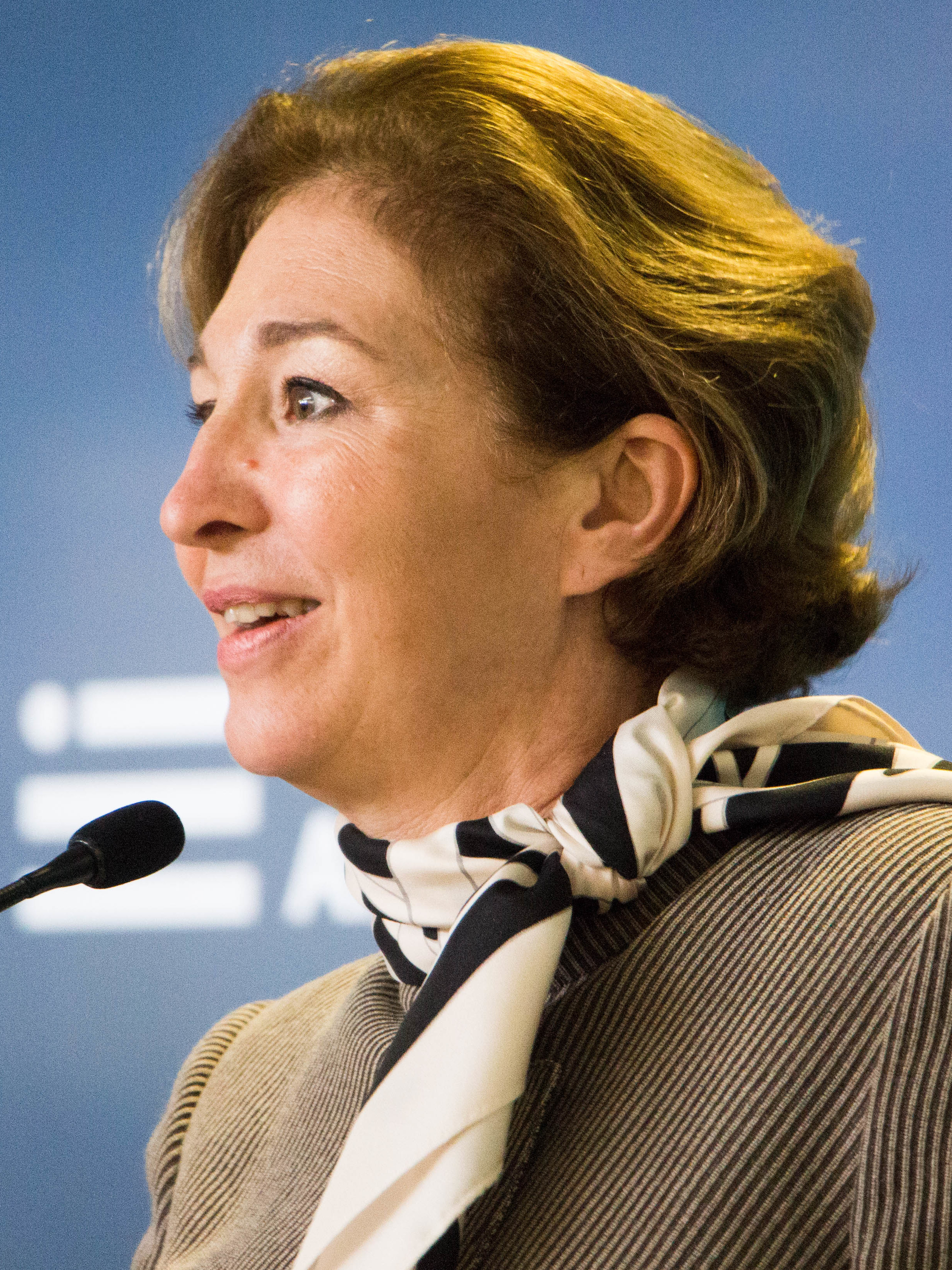
Anne-Marie Slaughter, CEO de New America

New America Foundation fue creada en 1999 por Ted Halstead, Sherle Schwenninger, Michael Lind y Walter Russell Aguamiel.  Halstead ha sido presidente y director ejecutivo desde 1999 a 2007.  Steve Coll le sustituyó en la presidencia en 2007,  y en 2013 pasó el cargo a manos de  Anne-Marie Slaughter, que lo es en la actualidad. 
El Programa de Crecimiento Económico de la fundación, dirigido por los cofundadores Sherle Schwenninger y Michael Lind, tiene como objetivo analizar las políticas de Estados Unidos y los problemas económicos del mundo. En 2011, el programa encargó un documento titulado "El camino a seguir: pasar de la Economía posterior a la burbuja y posterior al colapso a un crecimiento y competitividad renovados". 

### Polémicas
En junio de 2017, Barry C. Lynn, director del programa de Mercados Abiertos de New America emitió un comunicado criticando a la compañía Google, una de las principales patrocinadoras de la fundación. El 30 de agosto de 2017, se supo que Lynn había sido despedido y cerrado el programa de Mercados Abiertos.  La presidenta de New America, Anne-Marie Slaughter, negó las acusaciones de influencia indebida de Google. 

## Programas
Open Technology Institute
El Instituto de Tecnología Abierta (OTI) es el programa de tecnología de la fundación. OTI formula reformas normativas y regulatorias para respaldar arquitecturas abiertas y código abierto, normas que favorezcan el desarrollo e implementación de tecnologías abiertas y redes de comunicaciones.
Commotion Wireless
Commotion Wireless es una plataforma que analiza infraestructuras de código abierto (Wifi y dispositivos con capacidad inalámbrica para crear una escala comunitaria y metropolitana, redes peer-to-peer.  El proyecto se basa en la tecnología llamada red inalámbrica mallada y ha sido descrito como el "Internet en una maleta". 
Red Hook Wi-Fi
Fundada en 2011 a través de una colaboración entre OTI y Commotion Wireless, Red Hook Wi-Fi es una red en malla que da servicio a los residentes de Red Hook (Brooklyn), en la Ciudad de Nueva York. 

## Financiación
Los principales donantes de la organización en 2021 fueron la Fundación Bill y Melinda Gates, la fundación Bloomberg, la Fundación Ford, la Fundación Rockefeller y Departamento de Estado de los Estados Unidos. 
 